# Franz von Woringen
Franz Arnold Maria von Woringen (* 6. Juli 1804 in Düsseldorf; † 6. Januar 1870 in Freiburg im Breisgau) war ein deutscher Jurist, Hochschullehrer und Dichter. 

## Leben

### Familie
Franz von Woringen wurde in der damaligen Hauptstadt des Herzogtums Berg geboren und war das vierte von sieben Kindern des bergischen Schulrats Otto von Woringen (* 1. Juli 1760 in Elberfeld; † 6. Dezember 1838 in Düsseldorf) und dessen Ehefrau Anna (geb. Reigers) (* 1769 † 4. November 1828) aus Bocholt.
Er war seit 1839 in Berlin mit der Malerin Angelika, die Tochter des Kaufmanns Christian Schleiden und dessen Ehefrau, die Malerin Elise Schleiden, verheiratet; die Ehe blieb kinderlos. 
Sein Schwager war der Politiker Rudolf Schleiden.
Gemeinsam mit seiner Ehefrau pflegte er einen engen freundschaftlichen Kontakt zum Mediziner Georg Friedrich Louis Stromeyer und der Historiker Heinrich von Treitschke hatte seine spätere Ehefrau im Haus von Franz von Woringen kennengelernt.

### Werdegang
Franz von Woringen kam im Frühjahr an die Erziehungsanstalt des Hofrats und Oberschulrats Johannes de Laspée (1783–1825) in Wiesbaden und erhielt Unterricht in Alten Sprachen bei dem Altphilologen Paul Emil Thieriot (1780–1831), mit dem er bis zu dessen Tod im Briefverkehr stand.
Nachdem er im April 1823 die Schule beendet hatte, kehrte er in sein Elternhaus zurück und leistete von Juni 1823 bis 1824 als Freiwilliger seinen Militärdienst in der 8. Kompanie des 2. Bataillons des 17. Infanterieregiments und bestand das Examen zum Landwehroffizier.
Er immatrikulierte sich am 5. Januar 1825 an der Universität Bonn und studierte Rechtswissenschaften in der juristischen Fakultät. Am 2. November 1826 wechselte er dann an die Universität Heidelberg und setzte das Studium an der Universität fort, an der sein Vater 38 Jahre vorher Jura studiert hatte. 1827 erhielt er den 1. Preis einer Preisaufgabe der Universität mit dem Thema de natura criminis interversionis (über die Natur des Verbrechens der Unterschlagung). Im August 1828 bestand er die Prüfung cum laude und promovierte zum Dr. jur.
1828 habilitierte er sich an der Universität Heidelberg als Privatdozent der Rechtswissenschaft und unterrichtete Juristische Enzyklopädie, römisches Strafrecht und Strafprozessrecht. 
Im Herbst 1832 erhielt er als Privatdozent eine Professur an der Universität Berlin und war dort vom 18. September 1837 bis zum Frühjahr 1843 als außerordentlicher Professor tätig; er gehörte an der Universität Berlin auch dem Spruchkollegium an.
Im Mai 1843 erfolgte seine Berufung als Nachfolger des 1841 verstorbenen Johann Georg Duttlinger als ordentlicher Professor des Strafrechts, deutschen Privatrechts, Naturrecht sowie der deutschen Staats- und Rechtsgeschichte an die Universität Freiburg; später kam noch Rechtsphilosophie und außerdem vorübergehend der Strafprozess dazu. Neben seiner Professur leitete er seit 1857 als Oberbibliothekar die Geschäfte der Universitätsbibliothek. Er war in den Jahren 1844, 1847, 1851, 1860, 1865 und 1869 Dekan der Juristischen Fakultät. 1848/1849 und 1864/1865 erfolgte seine Wahl zum Prorektor.
Im Herbst 1869 ernannte ihn der Großherzog Friedrich I. zum Mitglied der ersten Kammer der badischen Landstände und gehörte diesem bis zu seinem Tod an.

### Berufliches und schriftstellerisches Wirken
Während seiner Tätigkeit an der Universität Berlin veröffentlichte Franz von Woringen 1836 seine erste größere wissenschaftliche Arbeit, in der er sich mit der Geschichte des deutschen Strafrechts und in der er sich auch an dem Streit zwischen historischer und philosophischer Rechtsschule beteiligte; hierbei trat er für die historische Rechtsschule ein.
Als 1840 der Prozess wegen Giftmordes gegen Marie Lafarge in Frankreich verhandelt wurde, kommentierte er diesen Fall in einer Publikation und verglich hierbei das französische Strafrecht mit dem preußischen Inquisitionsprozess.
1846 trat er in seinem Universitätsprogramm zur Eröffnung der Wintervorlesungen der weit verbreiteten Ansicht entgegen, dass Freiburg zu einer katholischen Universität im Sinne der Klerikalen weder durch ihre Gründung 1456 seitens des Erzherzogs Albrecht noch durch ihre Geschichte gemacht wurde; die Universität sei ausdrücklich zur freien Pflege der Wissenschaft errichtet worden.
In seiner Programmschrift anlässlich seines Prorektorats setzte er sich 1848 für die Einführung von Schwurgerichten ein.
Als 1849 die revolutionäre Regierung Badens von den Freiburger Dozenten eine Eidesleistung verlangte, führte Franz von Woringen die Gruppe an, die den Eid verweigerte; dies führte dazu, dass er von Mai bis Juli 1849 ins Ausland ging. 1859 war er auch maßgeblich an der Denkschrift über die Lehrfreiheit der Universität Freiburg beteiligt, in der die Universität Stellung nahm zugunsten freier Forschung entgegen das von der badischen Regierung geforderte, mit der römischen Kurie abzuschließende Konkordat. Aufgrund dieser Denkschrift lehnte die badische Kammer das vorgelegte Konkordat ab.
Neben seiner beruflichen Tätigkeit beschäftigte sich Franz von Woringen auch mit literarischen Werken und veröffentlichte 1854 Märchen und 1870 das Bühnenstück Jadwiga.
Zu seinen Studenten gehörte unter anderem der spätere Politiker und Jurist Karl Heinrich Dreyer.

### Kontakt zu Felix Mendelssohn Bartholdy
Während sich der Komponist Felix Mendelssohn Bartholdy von 1833 bis 1835 in Düsseldorf aufhielt, entwickelte sich ein freundschaftlicher Kontakt zur Familie von Otto von Woringen. Felix Mendelssohn Bartholdy förderte nicht nur die künstlerischen Neigungen von Franz von Woringen, sondern vermittelte ihm auch Kontakte, unter anderem zu dem Naturwissenschaftler Alexander von Humboldt, dem Bildhauer Christian Daniel Rauch, dem Rechtsgelehrten Friedrich Carl von Savigny und dem Rechtsphilosophen Eduard Gans.

## Mitgliedschaften
1841 gründete Franz von Woringen die Freiburger Liedertafel und war lange Jahre deren Präsident.

## Ehrungen und Auszeichnungen
Franz von Woringen wurde am 28. Dezember 1861 zum Hofrat ernannt und am 14. Juli 1865 wurde ihm das Ritterkreuz erster Klasse des Ordens vom Zähringer Löwen verliehen. 

## Schriften (Auswahl)
- Commentatio de natura criminis de residuis, thesesque, quas pro obtinenda legendi facultate. Heidelberg, 1828.
- Beiträge zur Geschichte des deutschen Strafrechts. 
  - Erläuterungen über das Compositionenwesen. Berlin: Nicolai, 1836.
- Gegen Temme's und Noerner's Beleuchtung des Prozesses Lafarge nach preußischem Strafrechte. Berlin Vereins-Buchhandlung 1841.
- Programm, wodurch Prorector und Senat der Großherzoglich Badischen Albert-Ludwigs-Universität zu Freyburg im Breisgau zur Eröffnung der Winter-Vorlesungen auf den 4. Nov. 1846 einladen. Der Inhalt sind: Einige Worte zur Vertheidigung der Universität. Freiburg 1846.
- Fragmentarische Betrachtungen über die Einführung der Schwurgerichte. Freiburg, 1848.
- Deutschlands Staatenbund und der deutsche Einheits-Staat Versuch und Vermittelung. Liegnitz: Gedruckt bei F.W. Grittner, 1849.
- Märchen. Berlin 1854.
- Ueber den Begriff des fortgesetzten Verbrechens. Freiburg im Breisgau 1857.
- Grenzen des Einflusses des Sittengesetzes auf das Strafgesetz. Freiburg im Breisgau: Poppen, 1864.
- Wolfgang Robert Griepenkerl; Franz Arnold Maria von Woringen: Maximilian Robespierre - historisches Trauerspiel in 5 Aufzügen. Leipzig, 1868.
- Jadwiga: Trauerspiel in 5 Aufzügen. Berlin: Verlag der Königlichen Geheimen Ober-Hofbuchdruckerei, 1870.
- Gedichte. Bremen, 1872.